# Дискография Валерия Леонтьева

## Синглы

### Кружатся диски (1980, сплит)
ЕР Мелодия С62—13447-8 
1. Олимпиада-80 (Д. Тухманов — Р. Рождественский) — исполняет Тынис Мяги
2. Кружатся диски (Д. Тухманов — И. Кохановский)

### Танцевальный час на солнце (1980)
ЕР Мелодия С62—14917-8 
1. Танцевальный час на солнце (Д. Тухманов — С. Кирсанов)
2. Там, в сентябре (Д. Тухманов — Л. Дербенёв)

### Ненаглядная сторона (1981)
ЕР Мелодия С62—16005-6  Записан в 1980 г.
1. Ненаглядная сторона (Д. Тухманов — И. Шаферан)
2. Бреду по жёлтым склонам (Д. Тухманов — С. Романов)

Инструментальный ансамбль под рук. Д. Тухманова.

### Разноцветные ярмарки (1982)
ЕР Мелодия С62—18543-4 
1. Разноцветные ярмарки (Я. Лясковский — русский текст Б. Пургалина)
2. Если ты уйдёшь (Р. Паулс — А. Дементьев)

### Песни Давида Тухманова (1982, сплит)
ЕР Мелодия С62—18139-40 
1. Спасибо, любовь (И. Шаферан)
2. Бессонница (В. Тушнова) — исполняет София Ротару

Инструментальный ансамбль под рук. Д. Тухманова

### Суфлёр (1985)
ЕР Мелодия С62—23117-8
1. Суфлёр (В. Шаинский — А. Жигарев, С. Алиханов)
2. Люблю я таинство ночей (В. Шаинский — Л. Галковская)

### Наедине со всеми (1985)
ЕР Мелодия С62—23421-2
1. Наедине со всеми (В. Шаинский — А. Поперечный)
2. Продавец цветов (Ю. Варум, В. Леонтьев — С. Осиашвили)

### Горькие яблоки (1985)
ЕР Мелодия С62—23423-4
1. Горькие яблоки (Д. Тухманов — А. Поперечный)
2. Конь, мой конь (И. Николаев — И. Шаферан)

### Двое под дождём (1985, сплит)
ЕР Мелодия С62—23443-4
1. Двое под дождём (В. Быстряков — Н. Олев)
2. Остров детства (О. Фельцман — М. Рябинин) — исполняет Михаил Боярский

### Сеньорита Грация (1985)
ЕР Мелодия С62—23645-6
1. Кабаре, из к/ф «Испанский вариант» (Р. Паулс — Н. Денисов)
2. Сеньорита Грация (П. Теодорович — В. Дагуров)

### Простите меня, волны (1985, сплит)
ЕР Мелодия С62—23659-60
1. Комарово (И. Николаев — М. Танич) — исполняет Игорь Скляр
2. Простите меня, волны (Р. Паулс — А. Ковалёв)

### Наша эра (1985, сплит)
ЕР Мелодия С62—23831-8
1. Наша эра (Anno Domini) (Р. Паулс — Н. Зиновьев)
2. Ожидание любви (В. Матецкий — М. Танич) — исполняют Катя Семёнова и Алексей Глызин

### Рождение дня (1986)
ЕР Мелодия С62—24857-9
1. Рождение дня (Л. Квинт — В. Костров, В. Леонтьев)
2. Ангел мой крылатый (Л. Квинт — Ф. Петрарка, русский текст Б. Дубровина)

### Звёздный сюжет (1987, сплит)
ЕР Мелодия С62—25309-10. Записан в 1986 г.
1. Звёздный сюжет (Т. Сашко — Т. Сашко, Л. Виноградова)
2. Сердце моё (музыка и слова Т. Сашко) — исполняет Алексей Глызин

### Белая ворона (1987)
ЕР Мелодия C62—26351-2
1. Белая ворона (Г. Татарченко — Ю. Рыбчинский)
2. Выставка собак (Ю. Варум, В. Леонтьев — С. Осиашвили)

### Джордано (1989)
SP Мелодия
1. Моя звезда (Л. Квинт — В. Костров)
2. Ослы (Л. Квинт — В. Костров)

## Цифровые синглы для стриминговых платформ
- 2016 — Это любовь
- 2017 — Если ты уйдёшь (с Татьяной Бланко)
- 2018 — Как Дали
- 2018 — Мы спасены
- 2019 — Время не лечит
- 2021 — Пожалей меня
- 2021 — Аэроплан

## Студийные альбомы

### Муза(1983)
1-й студийный альбом  
LP Мелодия С60—19873-4
1. Полёт на дельтаплане (Э. Артемьев — Н. Зиновьев)
2. Ненаглядная сторона (Д. Тухманов — И. Шаферан)
3. Сердце человека (А. Пахмутова — Н. Добронравов)
4. Там, в сентябре (Д. Тухманов — Л. Дербенёв)
5. Разноцветные ярмарки (Я. Лясковский — Б. Пургалин)
6. Река детства (В. Шаинский — Р. Рождественский)
7. Если ты уйдёшь (Р. Паулс — А. Дементьев)
8. Муза (Р. Паулс — А. Вознесенский)

### Диалог. Песни Раймонда Паулса (1984)
2-й студийный альбом  LP Мелодия С60—21271-2
1. Вероока (И. Резник)
2. Затмение сердца (А. Вознесенский)
3. Я с тобой не прощаюсь (И. Резник)
4. Годы странствий (И. Резник)
5. Человек-магнитофон (А. Вознесенский)
6. Поющий мим (И. Резник)
7. После праздника (И. Резник)
8. Полюбите пианиста (А. Вознесенский)
9. Диалог (Н. Зиновьев)
10. Зелёный свет (Н. Зиновьев)

### Премьера. ПесниАлександра Морозова(1984)
3-й студийный альбом (Записан в 1983 г.)  LP Мелодия С60—21545-6
1. Премьера (М. Рябинин)
2. Воспоминание (С. Романов)
3. В серый вечер дождевой (Г. Горбовский)
4. Голос птицы (С. Романов)
5. Мотылёк (С. Романов)
6. Я снова там, где лебеда (С. Романов)
7. Чарли (М. Рябинин)
8. Жила бы любовь (Ю. Паркаев)

Группа «Каскад» под рук. В. Фроликова (1, 2, 4, 5–8) 
Ленинградская группа «Лира» под рук. Ю. Семёнова (3)

### Дискоклуб 16(Б)[1](1986)
4-й студийный альбом (Полный вариант издан в 1985 г. на МК-кассете) 
LP Мелодия С60—23753-4
1. Горькие яблоки (Д. Тухманов — А. Поперечный)
2. Конь мой, конь (И. Николаев — И. Шаферан)
3. Кабаре, из к/ф «Испанский вариант» (Р. Паулс — Н. Денисов)
4. Синьорита Грация (П. Теодорович — В. Дагуров)
5. Продавец цветов (Ю. Варум, В. Леонтьев — С. Осиашвили)
6. Мои друзья (Л. Квинт — Н. Денисов)
7. Двое под дождём (В. Быстряков — Н. Олев)
8. По лестнице (В. Быстряков — Ю. Рыбчинский)

### Бархатный сезон. Песни Раймонда Паулса (1986)
5-й студийный альбом  LP Мелодия С60—24623-4
1. Гиподинамия (И. Резник)
2. Притяжение любви (М. Танич)
3. Три минуты (М. Танич)
4. Карусель (М. Танич)
5. Бархатный сезон (М. Танич)
6. В стиле шторма (Н. Зиновьев)
7. Маяк (М. Танич)
8. Комета Галлея (Н. Зиновьев)

### Я просто певец(1988)
6-й студийный альбом  LP Мелодия С60—26737-8
1. Я – просто певец (Л. Квинт — Н. Денисов)
2. Знакомая сказка (Ю. Варум, В. Леонтьев, — Н. Денисов)
3. Маленький человек (музыка и слова И. Грибулиной)
4. Я не люблю (Ю. Варум, В. Леонтьев — М. Герцман)
5. Белая ворона (Г. Татарченко — Ю. Рыбчинский)
6. Верблюды (Т. Ефимов — А. Усачёв)
7. Выставка собак (Ю. Варум, В. Леонтьев — С. Осиашвили)
8. Небоскрёбы (Ю. Варум, В. Леонтьев — Р. и Е. Давыдовы)

### Дело вкуса(1990)
7-й студийный альбом (Записи 1988–1989 гг.)  LP Мелодия, С60—30317-8; CD Melodiya record 60-00123
1. Дело вкуса (музыка и слова О. Газманова)
2. Рисунок (А. Косинский — А. Костерев)
3. Останкинская башня (музыка и слова С. Крылова)
4. Телефоно-буги (музыка и слова Ю. Чернавского)
5. Хобби (музыка и слова О. Газманова)
6. Птица в клетке (А. Морозов — С. Морозов)
7. Чёрное море (музыка и слова С. Крылова)
8. Примерный мальчик (музыка и слова И. Талькова)
9. Старик (музыка и слова А. Мисина)

### Грешный путь(1990)
8-й студийный альбом  LP, Мелодия, С60—30317-8; CD, Melodiya record 60-00123
1. Всё решено (А. Косинский — А. Костерев)
2. Друзья-товарищи (музыка и слова И. Талькова)
3. Проблемы (А. Косинский — М. Герцман)
4. Память (музыка и слова И. Талькова)
5. Доктор-время (И. Демарин — Ю. Рогоза)
6. Маргарита (Ю. Чернавский — А. Маркевич)
7. Грешный путь (О. Газманов — О. Газманов, А. Грицынин)

### Ночь(1993)
9-й студийный альбом (Записан в 1991 г.)  LP, SNC records ME 2447-48; CD, SNC records 3013
1. Сладкая вишня (музыка и слова А. Гарнизова)
2. Просто ты стала другой (А. Потёмкин — М. Герцман)
3. Плюнь на всё (А. Потёмкин — М. Герцман)
4. Странная ночь (музыка и слова А. Гарнизова)
5. Я заводной (А. Потёмкин — Н. Денисов)
6. Не напоминай о себе (К. Бубнов — М. Герцман)
7. Было (И. Крутой — М. Герцман)
8. Замкнутый круг (музыка и слова И. Талькова)

### Полнолуние(1993)
10-й студийный альбом LP, Aprelevka Sound Inc R90 02179-80 (1993); CD, SBI Records VRC-SBI-7001 (1994), Apex records AXCD 3-0033 (1996)
1. Казанова
2. Мадлен
3. Мона Лиза
4. Золотая рыбка
5. Аладдин
6. Прикоснись
7. Ночь
8. Тайна
9. Воздуха глоток
10. Деньги
11. Полнолуние
12. Охрани меня

### У ворот Господних(1994)
11-й студийный альбом (Записи 1986–1991 гг.)  LP, Aprelevka Sound, R90 01913
1. У ворот Господних (В. Маклаков — А. Кришт)
2. Легенда (Anno Domini) (Р. Паулс — Н. Зиновьев)
3. Молитва (А. Волченков — Ю. Каплуненко)
4. Ангел мой крылатый (Л. Квинт — Ф. Петрарка, русский текст Б. Дубровина)
5. Сонет (В. Резников — В. Шекспир, перевод С. Маршака)
6. Старик (музыка и слова А. Мисина)
7. Покаяние (А. Гарнизов — Ю. Гарин)

### По дороге в Голливуд. Песни Юрия Чернавского (1995)
12-й студийный альбом CD, MC, A&M Records, ProArt International, Apex Records
1. По дороге в Голливуд (А. Маркевич)
2. Гонолулу (Б. Хаммонд, А. Маркевич)
3. Пьяное такси (А. Маркевич)
4. Эльдорадо (А. Маркевич)
5. Анжела (Б. Хаммонд, А. Маркевич)
6. Вечерний звон (А. Маркевич)
7. Кончайте, девочки (А. Маркевич)
8. Я заколдую тебя (Б. Хаммонд, А. Маркевич)
9. Аллилуйя (А. Маркевич)
10. Танго разбитых сердец (Б. Хаммонд, А. Маркевич)
11. Отель «Вот и всё» (А. Маркевич)

### Санта-Барбара(1998)
13-й студийный альбом  CD, MC, Capitol records, LA 3D motion, Track records, Paramount pictures, SBI Records, Dana Music
1. Санта-Барбара
2. Леди Динамит
3. Шамбала
4. Абракадабра
5. Вчера
6. Будь со мной всю ночь
7. Чика Чика
8. Не спеши
9. Человек дождя
10. Танго remix
11. Сеньорита
12. Отпусти меня

### Канатный плясун. Песни Игоря Крутого (1999)
14-й студийный альбом (Записан в 1994–1998 г.)  (недоступная ссылка) CD, MC, АРС-РЕКОРДС
1. Канатный плясун (К. Арсеньев)
2. Я позабыл твое лицо (К. Арсеньев)
3. Красотка Лолита (В. Пеленягрэ)
4. Один билет (Н. Зиновьев)
5. Коко Шанель (В. Пеленягрэ)
6. Сокровища Чёрного моря (К. Арсеньев)
7. Одиночество (Н. Старостина)
8. Акула из Гонолулу feat. Лайма Вайкуле (В. Пеленягрэ)
9. Маленькое кафе (Л. Фадеев)
10. Охотница Диана (Л. Рубальская)
11. Когда кончается день (Л. Фадеев)
12. Было, но прошло (М. Герцман)
13. Мой 20-й век (Арк. Арканов)

### Каждый хочет любить(1999)
15-й студийный альбом CD, MC, VL-Studio
1. Каждый хочет любить (В. Евзеров — А. Несмелов)
2. Не бойся вспоминать меня
3. Виновник
4. Девочка дурману наелась…
5. Ты не там спала, девчонка
6. Сны беззаботные
7. В ту ночь
8. Бездомная любовь
9. Вне сюжета
10. Ночь темна
11. Девять хризантем
12. Грешники
13. Помолись, дружок
14. Серебряная музыка
15. Ты меня не забывай

### Августин(2001)
16-й студийный альбом  (недоступная ссылка) CD, MC, VL-Studio
1. Августин (Р. Муратов — А. Маркевич)
2. Безымянная планета (И. Крутой — Л. Д'Элиа)
3. Люблю ветер (А. Морозов — Н. Рубцов)
4. Пароход (Р. Муратов — А Маркевич)
5. По дороге в светлую обитель (А. Морозов — А. Поперечный)
6. Если ты придёшь (В. Евзеров — Сурат)
7. Секундомер (И. Крутой — Л. Д'Элиа)
8. Волчья страсть (В. Евзеров — А. Несмелов)
9. Я не плейбой (Р. Муратов — А. Маркевич)
10. Отраженья (Р. Муратов — А. Маркевич)
11. Загляните на Гаити (В. Малежик — М. Танич)
12. Ураган «Сюзанна» (Д. Тухманов — Ю. Энтин)
13. Рыжий кот (И. Крутой — Э. Муравьёв)
14. Время (Р. Муратов — А Маркевич)
15. Банановая республика (Р. Муратов — Т. Бараночникова)
16. До свиданья, Килиманджаро (Р. Муратов — А Маркевич)

### Кленовый лист(2003)
17-й студийный альбом  CD, MC, VL-Studio, Пролог-Мьюзик
1. Кленовый лист
2. Шери
3. Une vie d’amour
4. Мишель
5. Друзей теряют…
6. Роза Каира
7. Народ древний
8. Лента кино (НОВАЯ ВЕРСИЯ)
9. Я вернусь
10. Настройщик
11. Мерилин
12. Яблочное лето
13. Пой, сердце
14. Зелёный свет (НОВАЯ ВЕРСИЯ)
15. Сцена

### Ночной звонок(2004)
18-й студийный альбом  CD, MC, Grand Records
1. Ночной звонок
2. Tombe la neige
3. Стоп, снег
4. Мне хорошо с тобой (Ю. Чернавский — Ю. Чернавский, Н. Юнгвальд-Хилькевич)
5. Нарисуй помадой
6. Рыжая девочка
7. На разных остановках
8. Ветер знает
9. Королева Шантеклер (А. Белов — Ольга Кормухина)
10. Танцуй со мной
11. Миллионы ангелов (музыка и слова Ю. Чернавского)
12. Давай, давай (Ю. Чернавский — К. Кавалерян)
13. Чёрно-белая любовь (Ю. Чернавский — К. Кавалерян)

### Падаю в небеса(2005)
19-й студийный альбом  CD, MC, Grand Records
1. Падаю в небеса
2. Назови меня
3. Бродяга
4. Корабли
5. Исповедь
6. Улетаю
7. Фотомодель
8. Гюльчатай
9. Свеча горела
10. Дежавю (музыка и слова Ю. Чернавского)
11. Ягодка

### Годы странствий(2009)
микс-альбом (20-й студийный)  (недоступная ссылка) CD, Монолит Рекордс
1. Голуби
2. Облаком
3. После праздника (НОВАЯ ВЕРСИЯ)
4. Помоги
5. Рио-Гранде
6. Петербург
7. Пароходы (НОВАЯ ВЕРСИЯ)
8. Боже, дай
9. Человек дождя (НОВАЯ ВЕРСИЯ)
10. Криминаль танго
11. Дельтаплан (НОВАЯ ВЕРСИЯ)
12. Бродяга аккордеон
13. Исчезли солнечные дни (НОВАЯ ВЕРСИЯ)
14. Вышла Мэри на дорогу
15. «Маргарита» (НОВАЯ ВЕРСИЯ)
16. El Condor pasa (РЕМЕЙК)
17. Годы странствий (НОВАЯ ВЕРСИЯ)

### Художник(2011)
микс-альбом (21-й студийный) 

CD, Монолит Рекордс
1. Ищу тебя (REMAKE)
2. Amore no (REMAKE)
3. Музыка Кубы
4. Доля
5. Люди не птицы
6. Случайный танец
7. Там, в сентябре (REMAKE)
8. Ночной звонок (REMAKE)
9. Ты дарила мне розы (REMAKE)
10. Вы меня не знаете, господа
11. А любовь жива
12. Затменье сердца (REMAKE)
13. Художник
14. Не надо яда
15. Pa Pa Americano (REMAKE)
16. Замерзаю
17. Лето любви
18. Всё чудесно

### Любовь-капкан(2014)
микс-альбом (22-й студийный)
1. Принцесса на горошине
2. Змея
3. Любовь-капкан
4. Уполномочена небом
5. Снайпер-любовь
6. Виновник (НОВАЯ ВЕРСИЯ)
7. Кабаре (НОВАЯ ВЕРСИЯ)
8. Продавец цветов (НОВАЯ ВЕРСИЯ)
9. Прощай, Эммануэль
10. Сокровища Чёрного моря (НОВАЯ ВЕРСИЯ)
11. Дело вкуса (НОВАЯ ВЕРСИЯ)

### Это любовь(2017)
микс-альбом (23-й студийный)
1. Это любовь
2. Потанцуй со мной
3. Ты где-то там
4. Вне сюжета (НОВАЯ ВЕРСИЯ)
5. Пират
6. Ангел во плоти
7. Паромщик (REMAKE)
8. Не включайте свет
9. Если ты придёшь (НОВАЯ ВЕРСИЯ)
10. Озеро Чад
11. Комарово (REMAKE)
12. Я уже там был
13. Вставай и иди
14. Абракадабра (НОВАЯ ВЕРСИЯ)
15. Ветер-скрипач
16. Моё оружие – любовь

### Я вернусь(2019)
микс-альбом (24-й студийный)
1. Мы спасены
2. Полуночный экспресс
3. Орёл
4. Я позабыл твоё лицо (НОВАЯ ВЕРСИЯ)
5. Ловец удачи
6. Ангел мой крылатый (НОВАЯ ВЕРСИЯ)
7. Маргарита (НОВАЯ ВЕРСИЯ)
8. Время не лечит
9. Старые афиши (НОВАЯ ВЕРСИЯ)
10. Как Дали
11. Я вернусь

## Мини-альбомы

### Опять влюбляюсь невпопад (1980)
ЕР Мелодия С62—13693-4 
1. Опять влюбляюсь невпопад (Н. Шапильская — М. Суворова)
2. Наша любовь (П. Аедоницкий — А. Дементьев)
3. Осень поздняя (Б. Ривчун — С. Каминский)
4. Труба (народная песня коми)

Вокальная группа, ансамбль «Мелодия» п/у Г. Гараняна (1–3)
На языке коми, без сопровождения (4)

### Муза (1982)
SP Мелодия Г62—09713-14 
1. Муза (Р. Паулс — А. Вознесенский)
2. Куда уехал цирк (В. Быстряков — В. Левиин)
3. Там, в сентябре (Д. Тухманов — Л. Дербенёв)

### Мир для влюблённых (1984, сплит)
Мелодия С62—21293-009 
1. Полюбите пианиста (Р. Паулс — А. Вознесенский)
2. Мир для влюблённых (И. Крутой — Д. Усманов) — исполняет Александр Серов
3. Признание (И. Крутой — С. Алиханов, А. Жигарев) — исполняет Александр Серов
4. В серый вечер дождевой (Г. Горбовский — А. Морозов)

### Бабочки на снегу (1985, сплит)
Мелодия С62—22363-003 
1. Кукушка (Н. Богословский — М. Пляцковский) — исполняет Алла Пугачёва
2. Бабочки на снегу (Р. Паулс — Н. Зиновьев)
3. Новая весна (Ю. Алябьев — В. Сундеев) — исполняет Анастасия Лазарюк

### По дороге в Голливуд (1995)
CD A&M Records, ProArt International, Apex Records
1. По дороге в Голливуд
2. Танго разбитых сердец
3. Пьяное такси
4. Вечерний звон

### Live at Laima Rendezvous (2017, концертный мини-альбом)
1. Три минуты
2. Ветер-скрипач
3. Ты меня не забывай
4. Виновник (с Л. Вайкуле)

### На крыльях любви(2021)
1. На крыльях любви
2. Ангел
3. Бродяга
4. Не включайте свет (НОВАЯ ВЕРСИЯ)
5. На крыльях любви (refren)

## Магнитоальбомы

### «Я просто певец» (1987)
черновая версия, выпущенная в качестве превью к винилу

### «Дело вкуса» (1989)
черновая версия, выпущенная в качестве превью к винилу

### «Грешный путь» (1990)
Расширенная версия альбома. Выпущена после выхода винила, включив несколько новых песен

## Неизданные альбомы

### «Бегу по жизни. Песни Владимира Быстрякова» (1984)
Песни записаны в 1983 году, легли в основу программы «Бегу по жизни» (1984). Часть записана в качестве саундтрека к фильму «Последний довод королей» (1984). Альбом планировалось издать и в 1990-е, и в 2000-е, однако он так и не был выпущен. 
1. Цирк возвращается
2. Мираж любви
3. Почти забытый мотив
4. Старый город в ритме дождя
5. Продавец шаров
6. Бегу по жизни
7. И все-таки танцы
8. Счастливое детство из к/ф «Последний довод королей»
9. Морская миля из к/ф «Последний довод королей»
10. Скачки из к/ф «Последний довод королей»
11. Пехота из к/ф «Последний довод королей»
12. Сикрет-сервис из к/ф «Последний довод королей»
13. Охота из к/ф «Последний довод королей»
14. Семейный портрет из к/ф «Последний довод королей»
15. Кокосовое молоко из к/ф «Последний довод королей»
16. Штат Невада из к/ф «Последний довод королей»
17. Мой капрал из к/ф «Последний довод королей»
18. Happy end из к/ф «Последний довод королей»

### «Джордано» (1988)
«Мелодия» планировала выпустить двойную пластинку с ариями из одноимённой рок-оперы. Однако, по неизвестным причинам, релиз был сорван. Ниже приведены арии в исполнении Валерия Леонтьева
1. Проснись, мелодия во мне (Ария шута)
2. Моя звезда (Ария Джордано)
3. Магия звезд (Ария Морганы и Джордано)
4. Ангел, мой, крылатый - позднее вошла в альбом «У ворот Господних»
5. Ослы (Ария шута)
6. Последнее слово
7. Костер (Ария Джордано)

## Компиляции

### Valeri Leontjev (1987)
Финский двойной диск: лучшие песни и альбом «Бархатный сезон»
2LP, Polarvox Oy LJLP 1067 
1. Простите меня, волны
2. Исчезли солнечные дни
3. Мои друзья
4. Зелёный свет
5. Разноцветные ярмарки
6. Пароходы
7. Река детства
8. Затменье сердца
9. В серый вечер дождевой
10. Горькие яблоки
11. Гиподинамия
12. Притяжение любви
13. Три минуты
14. Карусель
15. Бархатный сезон
16. В стиле шторма
17. Маяк
18. Комета Галлея

### Песни из к/ф «Как стать звездой» (1988)[2]
LP, Мелодия, С60—26653-4,
1. Я живу (В. Резников, А. Римицан)
2. Сонет № 65 (В. Шекспир, перевод С. Маршака)
3. Биочасы (А. Римицан)
4. Карточный домик (Л. Виноградова)

### Там, в сентябре. The Best of Leontiev(1992)
альбом лучших песен (ремастерированное издание) 

CD, Solo Florentin Music int., Germany 3194016 
1. Там, в сентябре
2. Полет на дельтаплане
3. Вернисаж
4. Доктор Время
5. Маргарита
6. Белая ворона
7. Разноцветные ярмарки
8. Исчезли солнечные дни
9. После праздника
10. Зелёный свет
11. Птица в клетке
12. Полюбите пианиста
13. Грешный путь
14. Поздно
15. Кабаре

### Последний вечер. Песни Андрея Косинского (1993)
LP, Америко, R90 01853/54, сплит-альбом с Андреем Косинским 
1. Проблемы (М. Герцман)
2. Всё решено
3. Дай мне уйти с тобой
4. Последний вечер (М. Герцман)

### Валерий Леонтьев & Лайма Вайкуле: «Ах, вернисаж, ах…» (1993)
Сборник песен Раймонда Паулса

CD, Melodiya Record

### Прикоснись(1994)
Сборник песен на стихи Николая Денисова  

CD, Anima Vox

MC, Zeko Rekords
1. Кабаре (1990 г.)
2. Прикоснись (1993 г.)
3. Тайна (1993 г.)
4. Дай мне уйти с тобой (1990 г.)
5. Я заводной (1990 г.)
6. Праздник без меня (1990 г.)
7. Мои друзья (1984 г.)
8. Свиданье в Юрмале (1984 г.)
9. Я чувствую тебя (1991 г.)
10. Лицом к лицу (1991 г.)
11. Знакомая сказка (1985 г.)
12. Емеля (1990 г.)
13. Я – просто певец (1987 г.)

### Девять хризантем (1998)
Легендарный пиратский диск. В российской поп-музыке это редчайший пример полноценного альбома-бутлега. разошёлся огромным тиражом
CD, MC, World Music
1. Девять хризантем
2. Бездонная любовь
3. Светофор
4. Затменье сердца
5. Танго разбитых сердец
6. Воздуха глоток
7. Казанова
8. Мадлен
9. Красотка Лолита
10. Мулатка-Шоколадка
11. Охотница Диана
12. Трамвайный билет
13. Пароходы
14. Исчезли солнечные дни
15. Hafanana

* курсивом выделены песни, к моменту выхода бутлега неизданные на официальных дисках певца

### «Лучшие песни-1 (Валерий Леонтьев)» (1999)
1999, CD
1. Hafanana
2. Вернисаж
3. Грешный путь
4. Девять хризантем
5. Зелёный свет
6. Исчезли солнечные дни
7. Кабаре
8. Каждый хочет любить
9. Казанова Гарнизов А. Зиновьев Н. mp3
10. Маргарита
11. Полет на дельтаплане
12. После праздника
13. Разноцветные ярмарки
14. Санта-Барбара
15. Там, в сентябре
16. Танго разбитых сердец
17. Ты меня не забывай

### «Лучшие песни-2 (Валерий Леонтьев)» (1999)
1999, CD
1. Воздуха глоток
2. Грешный путь
3. Доктор Время
4. Зелёный свет
5. Исчезли солнечные дни
6. Кабаре
7. Маргарита
8. По дороге в Голливуд
9. Поздно
10. Разноцветные ярмарки
11. Санта-Барбара
12. Сокровища Чёрного моря
13. Танго разбитых сердец
14. Ты меня не забывай

### Птица в клетке (2002)
Сборник песен Александра Морозова

2002, CD, MC, РАО
1. В серый вечер дождевой
2. Воспоминание
3. Жила бы любовь
4. Люблю ветер
5. Мотылек
6. Премьера
7. Птица в клетке (Голос птицы)
8. По дороге в святую обитель
9. Чарли
10. Я снова там, где лебеда

### Лучшее (2014)
Цифровая загрузка. Сборник лучших песен для стриминга.

### Лучшая коллекция альбомов (2014)
Цифровая загрузка. Коллекция из 14 студийных альбомов вышедших в 1990-2011 гг.

### Виновник (2014)
CD. Сборник песен Владимира Евзерова

### Валерий Леонтьев. Маргарита (2014)
LP. Альбом из антологии Юрия Чернавского

## Другие официальные издания (MC, CD)
«Наедине со всеми»
1985, Мелодия, МК-кассета, 4-й студийный альбом
«Воспоминание»
1985, Мелодия, МК-кассета
«Поёт Валерий Леонтьев»
1987, Мелодия, МК-кассета
«Valeri Leontiev. The best songs»
1987, Мелодия, МК-кассета
«Valeri Leontiev. Top hits/2»
1987, Мелодия, МК-кассета
«Золотая коллекция России (Валерий Леонтьев)» 
2000, CD
«Валерий Леонтьев. Лучшие песни» 
2004, CD, MC. Сборник от лейбла-правообладателя. Из серии «Новая коллекция».
«Grand Collection» 
2006, CD, MC. Сборник лучших песен от лейбла-правообладателя

## Видеография

### Экстрасенс
1991 (VSH), 2005 (DVD)

### Валерий Леонтьев в супершоу «Полнолуние»
1994, VSH, Студия Валерия Леонтьева

1995, VSH, ZeKo REKORDS

### Музыкальный ринг1986: Валерий Леонтьев
VSH, 1997, первое масштабное появление Леонтьева на Центральном ТВ СССР, развлекательная программа

### Музыкальный ринг 1997: Леонтьев против Леонтьева
VSH, 1997, развлекательная музыкальная программа

### Валерий Леонтьев в супершоу «По дороге в Голливуд»
1997, VSH, шоу на Горбушке + фильм о записи альбома

### Валерий Леонтьев на Площади Звезд
2002 (Mpeg4), 2005 (DVD), Студия Валерия Леонтьева

Промоиздание. Не для розничной продажи в сетях

### Валерий Леонтьев. Коллекция из 7-ми DVD
2005, 5 самых известных супершоу и 2 музыкальных фильма

Студия Валерия Леонтьева. Промоиздание. Не для розничной продажи в сетях

### Вас приглашает Валерий Леонтьев
2006, DVD, Vlad LISHBERGOV, шоу (концерт в Москве, 1986 год)

### Сольный концерт в ГЦКЗ «Россия»
2007, DVD, шоу

### Лучший Навсегда! Юбилейный Концерт В Кремле
2012, DVD, шоу

### Валерий Леонтьев. Я вернусь... (Видеоверсия концерта)
2021, USB-накопитель, шоу

## Книги

### Валерий Леонтьев: Биография
1998, книга, автор — A.Юриков, принято считать официальной биографией певца

### Валерий Леонтьев: Моя сцена
2009, фотоальбом + CD «Годы странствий»

### Грешный ангел Валерий Леонтьев
2009, книга в публицистическом духе, размышления журналиста Московского Комсомольца Т. Федоткиной